# 다이쇼 시대

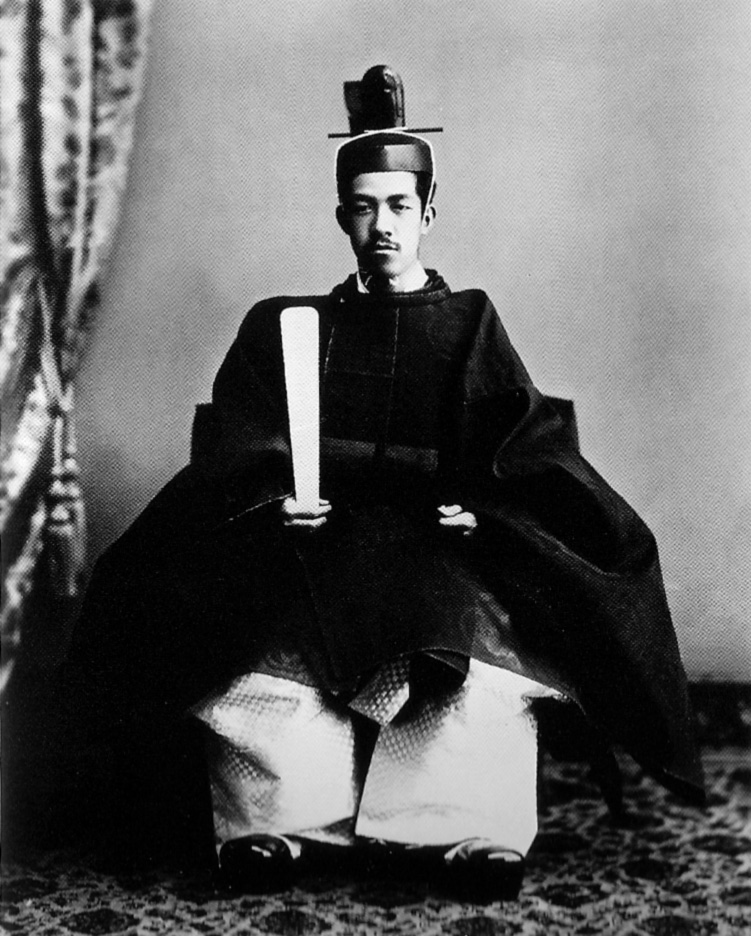
즉위 초기의 다이쇼 천황

다이쇼 시대(일본어: 大正時代, たいしょうじだい)는 다이쇼 천황의 통치를 가리키는 명칭으로, 1912년 7월 30일부터 1926년 12월 25일까지이다. 1912년부터 1926년까지의 시기는 신해 혁명의 중화민국의 성립 (1912년 설날) 시작, 치안유지법 시행 (1925년) 또는 1927년 위기에서 끝난 시간이다. "다이쇼 1년"과 "민국 1년"은 모두 같은 서기 1912년이다.
다이쇼(大正)는 《역경》(易經) 〈임괘〉(臨卦)의 대형이정 천지도야(大亨以正 天之道也, 크게 형통하고 바르게 하는 것이 곧 하늘의 도이다.)에서 따온 글자이다. 다이쇼 데모크라시를 비롯한 민권주의 운동이 일어난 시기이다.

## 주된 사건

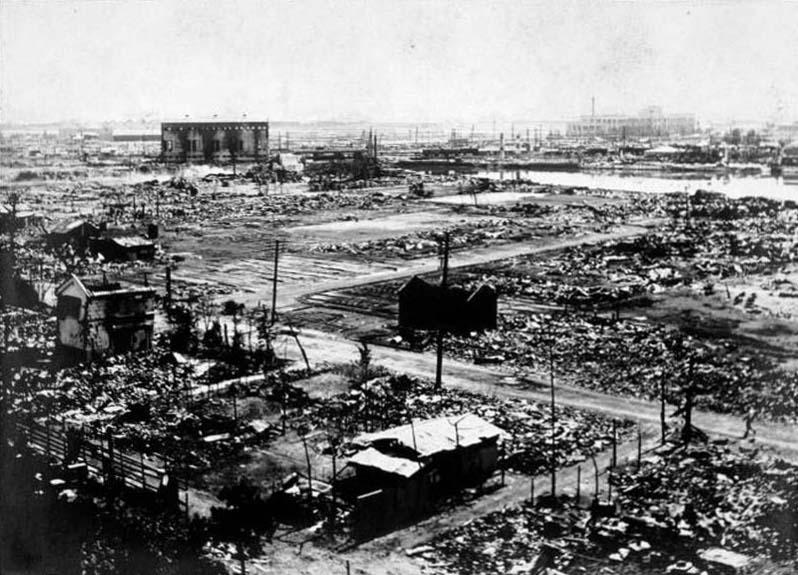
간토 대지진

- 간토 대지진
  - 가메이도 사건

## 주된 인물
- 다이쇼 천황
- 가쓰라 다로
- 사이온지 긴모치

## 연대 대조표
| 다이쇼 | 서기 (西紀) | 간지 (干支) | 대한임시정부 연호 | 중화민국기원    | 베트남 응우옌 왕조 연호       |
| 원년   | 1912년      | 임자 (壬子) | …                 | 민국(民國) 원년 | 주이떤(維新) 6년              |
| 2년    | 1913년      | 계축 (癸丑) | …                 | 민국 2년        | 주이떤 7년                    |
| 3년    | 1914년      | 갑인 (甲寅) | …                 | 민국 3년        | 주이떤 8년                    |
| 4년    | 1915년      | 을묘 (乙卯) | …                 | 민국 4년        | 주이떤 9년                    |
| 5년    | 1916년      | 병진 (丙辰) | …                 | 민국 5년        | 주이떤 10년 카이딘(啓定) 원년 |
| 6년    | 1917년      | 정사 (丁巳) | …                 | 민국 6년        | 카이딘 2년                    |
| 7년    | 1918년      | 무오 (戊午) | …                 | 민국 7년        | 카이딘 3년                    |
| 8년    | 1919년      | 기미 (己未) | 대한민국 원년     | 민국 8년        | 카이딘 4년                    |
| 9년    | 1920년      | 경신 (庚申) | 대한민국 2년      | 민국 9년        | 카이딘 5년                    |
| 10년   | 1921년      | 신유 (辛酉) | 대한민국 3년      | 민국 10년       | 카이딘 6년                    |
| 다이쇼 | 서기 (西紀) | 간지 (干支) | 대한임시정부 연호 | 중화민국기원    | 베트남 응우옌 왕조 연호       |
| 11년   | 1922년      | 임술 (壬戌) | 대한민국 4년      | 민국(民國) 11년 | 카이딘(啓定) 7년              |
| 12년   | 1923년      | 계해 (癸亥) | 대한민국 5년      | 민국 12년       | 카이딘 8년                    |
| 13년   | 1924년      | 갑자 (甲子) | 대한민국 6년      | 민국 13년       | 카이딘 9년                    |
| 14년   | 1925년      | 을축 (乙丑) | 대한민국 7년      | 민국 14년       | 카이딘 10년                   |
| 15년   | 1926년      | 병인 (丙寅) | 대한민국 8년      | 민국 15년       | 바오다이(保大) 원년           |

## 같이 보기
- 주체연호
- 신해 혁명
- 제1차 세계 대전
- 바이마르 공화국

| 전임: 메이지 시대 1868년 ~ 1912년 | 일본 제국 다이쇼 시대 1912년 ~ 1926년 | 후임: 쇼와 시대 1927년 ~ 1989년 |

| 이전 메이지 | 일본의 연호 1912년 ~ 1926년 | 다음 쇼와 |